# ATX
ATX (англ. Advanced Technology Extended) — форм-фактор переважної більшості сучасних персональних комп'ютерів. Найпоширеніші варіанти — стандарти ATX 1.3 та ATX 2.0. Перший широко використовуваний у персональних комп'ютерах форм-фактор материнської плати. Форм-фактор AT був створений IBM у 1984 році і прийшов на зміну розроблених раніше форм-факторів PC і XT.
Був створений Intel в 1995 році і прийшов на зміну форм-фактору AT, що використався довгий час (реальне витіснення колишнього стандарту відбулося в кінці 1999 — початку 2001 рр.). Інші сучасні стандарти (microATX, flexATX, mini-ITX) зазвичай зберігають основні риси ATX, змінюючи лише розміри плати і кількість слотів розширення.
У 2003 році Intel анонсував новий стандарт BTX, спрямований на підвищення ефективності охолоджування системного блоку, розраховуючи, що він швидко замінить ATX, зважаючи на збільшення розсіювання процесорами теплової енергії. Пізніше Intel відмовився від його підтримки, у тому числі і тому, що була стійка тенденція зниження розсіювання електронними компонентами тепла.
Серед не згаданих форм-факторів, також є: XT, eATX, Mini-LPX, Nano-ITX, MicroBTX, PicoBTX і WTX.
ATX визначає такі характеристики:
- геометричні розміри системних плат
- загальні вимоги з розташування рознімів і отворів на корпусі
- розташування блоку живлення в корпусі
- геометричні розміри блоку живлення
- електричні характеристики блоку живлення
- форму і розташування низки рознімів (переважно живлення)

## Структура і комплектуючі, що підключаються до материнської плати
Материнська плата являє собою багатошаровий друкований пристрій на основі склотекстолітового волокна з покриттям з мідної фольги. Методом травлення на поверхні фольги отримують своєрідні доріжки, які є провідниками. Саме ці доріжки, звані інформаційними шинами (BUS) дозволяють підключати до материнської плати інші пристрої.
Системна плата завжди рясно забезпечена всілякими роз’ємами, кріпленнями й портами на кінцях доріжок для того щоб можна було легко і безболісно встановлювати або змінювати ті чи інші компоненти.

### Комутовані компоненти
Основним призначенням материнки є управління і комутація підключених до неї пристроїв. До таких пристроїв відносяться:
- процесори – одно або багатоядерні пристрої, що відповідають за обсяг оброблюваної інформації, забезпечені системою охолодження через перегрів,
- чіпсет з двох мостів (північного і південного), що відповідає за контроль роботи периферійних пристроїв і плат,
- плати оперативної пам’яті;
- відеокарти;
- звукові та мережеві плати;
- ПЗП (постійний запам’ятовуючий пристрій);
- носії інформації;
- інші слоти й роз’єми для підключення інших пристроїв (монітора, принтера, пристроїв введення та ін.).

## Базові відмінності від AT
- Живленням процесора керує системна плата; для забезпечення роботи блоку керування і деяких периферійних пристроїв навіть у вимкненому стані на плату подається напруга 5 вольт. (Для забезпечення електричної розв'язки багато блоків живлення ATX мають вимикач на корпусі, що фізично від'єднує комп'ютер від мережі змінного струму).
- Змінився рознім живлення: попередній стандарт (AT) використовував два схожих один на одного розніму живлення, які могли бути помилково переплутані (хоча є правило — чотири чорні дроти (загальні) повинні знаходитися поруч), в стандарті ATX рознім має однозначне під'єднання.
- Змінилася задня панель, в стандарті AT на задній панелі був тільки рознім клавіатури і отвори для слотів розширення (або «заглушок» з рознімами, що підключаються до системної плати за допомогою гнучких шлейфів); у стандарті ATX на задній панелі є фіксованого розміру прямокутний отвір. Усередині цього отвору виробник материнської плати може розташовувати розніми у будь-якому порядку, у комплекті з системною платою йде «заглушка» (англ. IO plate) з прорізами під розніми конкретної системної плати (це дає змогу використовувати один і той же корпус для системних плат з абсолютно різними наборами рознімів).
- Стандартизовано під'єднання клавіатури і миші, для клавіатури у стандарту AT використовувався великий круглий 5-контактний рознім DIN, для миші стандартний рознім не передбачався; у стандарті ATX використовуються два розніми PS/2 або USB.

## Форм-фактор ATX (mini-ATX, micro-ATX, Flex-ATX)
В ATX втілилися кращі сторони і Baby AT і LPX. В результаті вийшло:
- інтегровані роз'єми портів вводу-виводу;
- більш зручний доступ до модулів пам'яті;
- зменшена відстань між платою і дисками;
- рознесення процесора і слотів для плат розширення;
- покращена взаємодія з блоком живлення;
- напруга 3.3 В

## IO Plate
«Заглушка» (англ. IO Plate, скорочення від англ. Input Output Plate) для задньої частини корпусу дозволила виробникам вільно інтегрувати на системну плату довільні пристрої, не погоджуючи розташування роз'ємів з виробниками корпусів. Єдиною вимогою до заглушки є зовнішні геометричні розміри:
- ширина: 158,75 ± 2 мм (6,250 ± 0,008 дюйма)
- висота: 44,45 ± 2 мм (1,75 ± 0,008 дюйма)
- товщина в межах від 0,94 до 1,32 мм (від 0,037 до 0,052 дюйма)
- скруглення панелі не більше 0,99 мм (0,039 дюйма)

На 2007 рік практично всі системні плати мали:
- Два PS/2 роз'єми для клавіатури і миші
- Роз'єми інтегрованої звукової плати (від 3 до 6)
- Від 2 до 8 USB роз'ємів

На деяких системних платах присутні:
- Паралельний порт
- Один або два послідовні порти
- Порт джойстика

Низка системних плат також містять
- Інтегрований відеоадаптер (в цьому випадку відеовихід знаходиться на місці одного з послідовних портів)
- S-Video вихід інтегрованого відео
- DVI, HDMI або DisplayPort вихід інтегрованого відео
- Рознім однієї або двох інтегрованих мережевих карт
- Один або два IEEE-1394 розніми
- S/PDIF рознім
- Рознім для антени інтегрованої карти Wi-Fi.

## Розміри плат
| Назва розміру                      | Розмір в мм | Розмір в дюймах |
| ---------------------------------- | ----------- | --------------- |
| ATX                                | 305 × 244   | 12 × 9,6        |
| XL-ATX                             | 345 × 262   | 13,5 × 10,3     |
| ATX-EXtended (Server Board Format) | 308 × 340   |                 |
| E-ATX                              | 305 × 330   | 12 × 13         |
| EE-ATX                             | 347 × 330   | 13.7 × 13       |
| Mini-ATX                           | 284 × 208   | 11,2 × 8,2      |
| Micro-ATX                          | 244 × 225   | 9,6 × 8,8       |
| Flex-ATX                           | 229 × 191   | 9 × 7,5         |
| Mini-ITX                           | 170 × 170   | 6,7 × 6,7       |
| Nano-ITX                           | 120 × 120   | 4,7 × 4,7       |
| Pico-ITX                           | 100 × 72    | 4 × 2,8         |
| Mobile-ITX                         | 75 × 45     | 2.9 × 1.8       |

## Роз'єми живлення
Протягом розвитку стандарту (з 1995 по 2004) стандарт на роз'єми живлення змінювались, при цьому зберігалась сумісність з попередніми варіантами стандарту.

### 20-штирковий роз'єм

20-контактний рознім живлення ATX (вигляд на системну плату)

Використовувався до появи Pentium 4.
- 5V VSB — 5 В напругу в режимі soft off
- PW OK — живлення (5 В і 3,3 В) в порядку
- PS ON — при замиканні на землю (Gnd) блок живлення вмикається, при розмиканні вимикається.
- Gnd — «земля»

### Додатковий 4-штирковий роз'єм

Додатковий 4-контактний рознім ATX

З появою процесорів Pentium 4 та Athlon 64 споживана потужність істотно зросла, і існуючі дроти на 5/3,3 В перестали справлятися. Для забезпечення живленням процесора було ухвалено рішення забезпечити окрему (відносно високовольтну: 12 В) лінію. Зазвичай цей роз'єм знаходиться поруч з процесором.

### 24-штирковий роз'єм
Використовується в схемах живлення процесорів Pentium 4 та Athlon 64 з шиною PCI Express.
Зауваження:

24-контактний рознім живлення ATX (вигляд на системну плату)

- від 20-контактного розніму 24-контактний відрізняється лише 4 новими контактами (на зображенні — зліва), так що в більшості випадків він виявляється сумісний зі старими пристроями.
- розташування клямки за стандартом помінялося, так що для забезпечення сумісності зі старими пристроями її часто роблять досить довгою, щоб перекривати потрібне розташування в обох стандартах. Крім того, у багатьох блоків живлення додаткові 4 гнізда «від'єднуються» від основної колодки, що дозволяє під'єднувати їх до системних плат з 20-контактним рознімом.
- Зазвичай, у випадку, якщо немає великого навантаження, більшість системних плат, розрахованих на 24-контактний рознім, можуть працювати і з 20-контактним рознімом.[джерело?]